# Pires
Pires (Pyres, Πύρης) fou un escriptor grec nadiu de Milet de la primera part del segle III aC.
Pires escrivia en l'estil poètic anomenat jònic obres de caràcter lasciu, de les quals el principal exponent fou Sòtades de Maronea, que va viure algun temps després de Pires, vers la meitat del segle III aC.